# Eva Deckner
Eva Agneta Deckner, född Eliasson 24 december 1934 i Kristinehamn, är en svensk solodansare. Hon var gift med koreografen John Ivar Deckner.

## Filmografi
- 1958 – Jazzgossen – Teddy Girl
- 1961 – Karneval – dansös
- 1964 – Wild West Story – dansare

## Teater

### Roller
| År   | Roll            | Produktion                                                                                   | Regi             | Teater                  |
| ---- | --------------- | -------------------------------------------------------------------------------------------- | ---------------- | ----------------------- |
| 1952 | Medverkande     | Klart för start Karl-Ewert                                                                   | Werner Ohlson    | Odeonteatern, Stockholm |
| 1953 | Medverkande     | Glädjen i topp revy Charles Henry, Allan Forss, Tryggve Arnesson, Karl-Ewert, Herr Dardanell | Werner Ohlson    | Odeonteatern, Stockholm |
| 1954 | Juliska         | Csardasfurstinnan Emmerich Kálmán, Leo Stein och Béla Jenbach                                | Egon Larsson     | Oscarsteatern           |
| 1959 | Tjänsteflickan  | My Fair Lady Frederick Loewe och Alan Jay Lerner                                             | Sven Aage Larsen | Oscarsteatern           |
| 1962 | En balettflicka | Tre valser Oscar Straus, Paul Knepler och Armin Robinson                                     | Ivo Cramér       | Oscarsteatern           |